# مکنزی کروک
پاول مَکِنزی کروک (به انگلیسی: Paul Mackenzie Crook) بازیگر و کمدین انگلیسی است. شهرت او بیشتر به دلیل بازی نقش گارت کینان در سریال The Office، رگتی در فیلم دزدان دریایی کارائیب و اورل در سریال بازی تخت و تاج است. او در فیلم‌های سولومون کین، برادران گریم و چرچیل: سال‌های هالیوود هم بازی کرده‌است.